# 돈노드 엔터테인먼트
돈 노드 엔터테인먼트 주식회사(Don't Nod Entertainment SARL) 또는 상호 돈노드 엔터테인먼트(Dontnod Entertainment) (DONTИOD로 양식화)는 파리에 근거하는 프랑스의 비디오 게임 개발사다. 2008년에 설립되어 동시에 액션 어드벤처 《리멤버 미》 (2013)의 개발을 시작했다. 이 게임의 투자 수익이 형편 없었기 때문에 돈노드는 재정을 감안하여 그래픽 어드벤쳐 《라이프 이즈 스트레인지》 (2015)에서는 보조금으로 퍼블릭 펀딩을 사용했다. 《라이프 이즈 스트레인지》 (2015)의 성공에 탄력을 받아 출시 예정인 《뱀파이어》 (2017)와 《라이프 이즈 스트레인지 2》의 제작에 주력하고 있다.

## 역사
돈 노드 엔터테인먼트 주식회사는 2008년 6월 2일 하브 보닌, 아렉시 브릭롯, 알린 다마시오, 오스카 길버트, 진막심 모리스 그리고 크리테리온 게임스 및 유비소프트의 이전 직원에 의해 공동 창립되었다. 파리 리옹 근처에 있는 스튜디오를 거점으로 삼았으나 현재는 회사의 성장을 수용하기 위해 라 샤벨에 있는 사무실로 이전했다. 이 건물은 자사의 게임들의 아트워크를 기념하는 형태로 건설되었다. 돈노드 엔터테인먼트는 현재까지 발표한 모든 작품에서 언리얼 엔진을 사용하고 있다.
이 개발사에 의해 창작된 첫 게임은 《리멤버 미》이다. 이 게임은 처음에 플레이스테이션 3 독점의 롤플레잉 게임으로 계획되었지만, 2011년에 배급사인 소니 인터랙티브 엔터테인먼트의 재정 지원 감소에 따라 기각되었다. 프로젝트는 다른 배급사와의 계약을 모색하려는 의도와 함께 2011년 게임스컴에서 소개되었다. 이듬해 캡콤에서 배급권을 가지게 되었고 게임은 액션 어드벤처 게임으로 재구상되었으며, 각종 플랫폼용으로 발매되어 엇갈리는 평가와 함께 저조한 판매고를 올렸다. 2014년 1월 31일, 프랑스 언론은 돈노드가 《리멤버 미》의 저조한 판매량으로 파산 처지에 놓여있다고 보도했다. 돈노드는 이 보도에 대해 개발사가 "사법 재조직" 중이라고 반응했다. 회사는 이를 이유로 새로운 지적 재산에 대한 재정을 위해 퍼블릭 펀딩으로 전향했다. 2014년 6월 5일, 돈노드는 디지털 유통을 위해 배급사 스퀘어 에닉스와 손잡고 새로운 게임의 개발을 진행 중이라고 발표했다. 이 게임은 이후 《라이프 이즈 스트레인지》로 밝혀졌으며 2015년에 걸쳐 5회분으로 나뉘어 출시되었다. 게임은 초기에 완전한 길이의 형태에 돈노드 스스로 배급하는 것으로 구상되었으나, 이후 스퀘어 에닉스의 제안으로 여러 단편으로 구성된 형태로 바뀌었다. 게임은 호평을 받았고, 75번이 넘게 올해의 게임 어워드 및 목록에서 그 이름이 올랐다. 2017년 5월에는 3백만 장이 넘게 팔린 것으로 집계되었다. 《라이프 이즈 스트레인지》가 남긴 재정 및 상업적 성공은 산업 내에서의 스튜디오의 인식을 바꾸어 놓은 것으로 기록되었다. 이 게임의 출시 이후로 돈노드는 배급사의 계약 요청을 받게 되었지만 이들은 다시 한 번 스스로 배급하려는 시도를 하고 있다.
스튜디오는 2017년 출시 예정인 액션 롤플레잉 게임 《뱀파이어》 (2017)와 《라이프 이즈 스트레인지 2》를 개발하고 있다.

## 철학
CEO 오스카 길버트는 2016년 4월에 스튜디오가 트리플 A 게임을 제작함에 대한 포부를 벗어 던지기로 했으며 자신들을 독립 프로젝트에만 헌신하는 회사로 보고 있다고 말했다. 개발사의 고유 특성은 내러티브 중심의 지적 재산으로, 내러티브 감독 스테판 베터거는 이것이 "돈노드의 DNA의 일부"라는 데 동의했다. 회사는 방침은 매 게임마다 쇄신하여 다른 모습을 보여주는 것이다. 플레이어 및 배급사의 자극을 유지하기 위해 제작 주기는 《리멤버 미》가 5년간 제작된 이후 2년 반 혹은 3년으로 줄여졌다. 경우에 따라, 스튜디오에서 불리는 "돈노드 기간"에는 고용주가 그들 자신의 자유 의지를 따를 수 있도록 진행 중인 프로젝트에는 간섭하지 않는다.

## 작품 목록
| 연도      | 제목                         | 플랫폼    | 플랫폼    | 플랫폼    | 플랫폼    | 플랫폼    | 플랫폼    | 플랫폼    | 배급사               |
| 연도      | 제목                         | Win       | Mac       | Lin       | PS3       | PS4       | X360      | XONE      | 배급사               |
| --------- | ---------------------------- | --------- | --------- | --------- | --------- | --------- | --------- | --------- | -------------------- |
| 2013      | 《리멤버 미》                | 예        | 아니요    | 아니요    | 예        | 아니요    | 예        | 아니요    | 캡콤                 |
| 2015      | 《라이프 이즈 스트레인지》   | 예        | 예        | 예        | 예        | 예        | 예        | 예        | 스퀘어 에닉스        |
| 2017      | 《뱀파이어》                 | 예        | 아니요    | 아니요    | 아니요    | 예        | 아니요    | 예        | 포크스 홈 엔터렉티브 |
| 발표 예정 | 《라이프 이즈 스트레인지 2》 | 발표 예정 | 발표 예정 | 발표 예정 | 발표 예정 | 발표 예정 | 발표 예정 | 발표 예정 | 스퀘어 에닉스        |

## 같이 보기
- 돈노드 일레븐 – 자매 스튜디오,[29] 또한 오스카 길버트가 수장.[28]